# Chiesa di San Francesco (Massa Marittima)
La chiesa di San Francesco è un edificio sacro situato a Massa Marittima.

## Storia e descrizione
La chiesa, che si dice fondata dallo stesso San Francesco durante un viaggio in Maremma intorno al 1220, presentava i caratteri tipici dell'architettura mendicante e aveva un notevole sviluppo in lunghezza. Ma già all'inizio del Trecento, per la cedevolezza del terreno, veniva accorciata una prima volta e poi lo fu numerose altre volte fino al 1878, quando fu ridotta al solo transetto e alla parte absidale (circa un sesto dell'estersione originaria), con il coro poligonale e le due cappelle minori, oggi murate. La restante struttura è opera posteriore.
Da segnalare un crocifisso ligneo del Trecento, una tela di Raffaello Vanni con l'Assunzione della Vergine, san Cerbone e i beati massetani inserita in un altare ligneo e le vetrate opera di Alberto Ceppi.

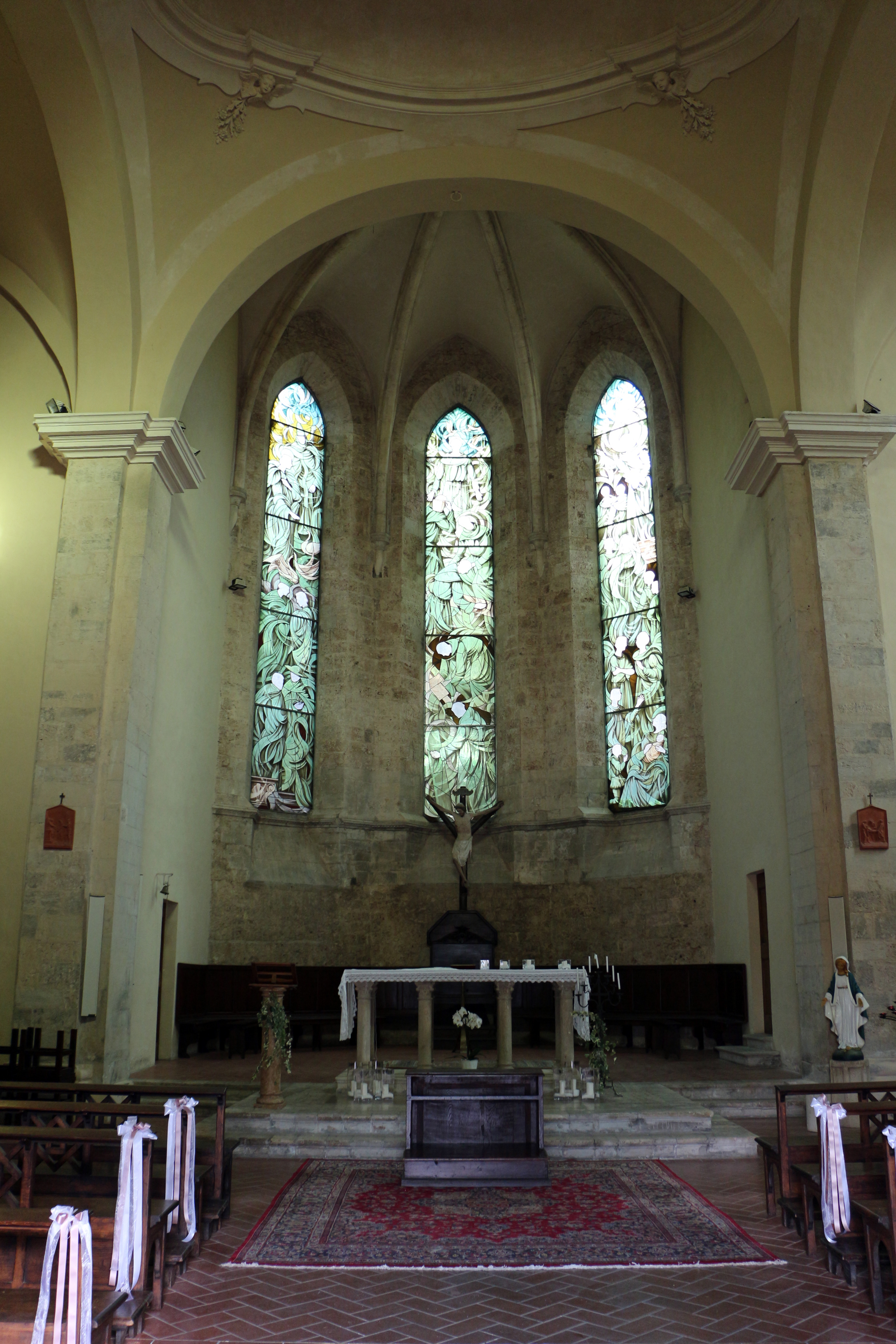
Interno, vetrate opera di Alberto Ceppi
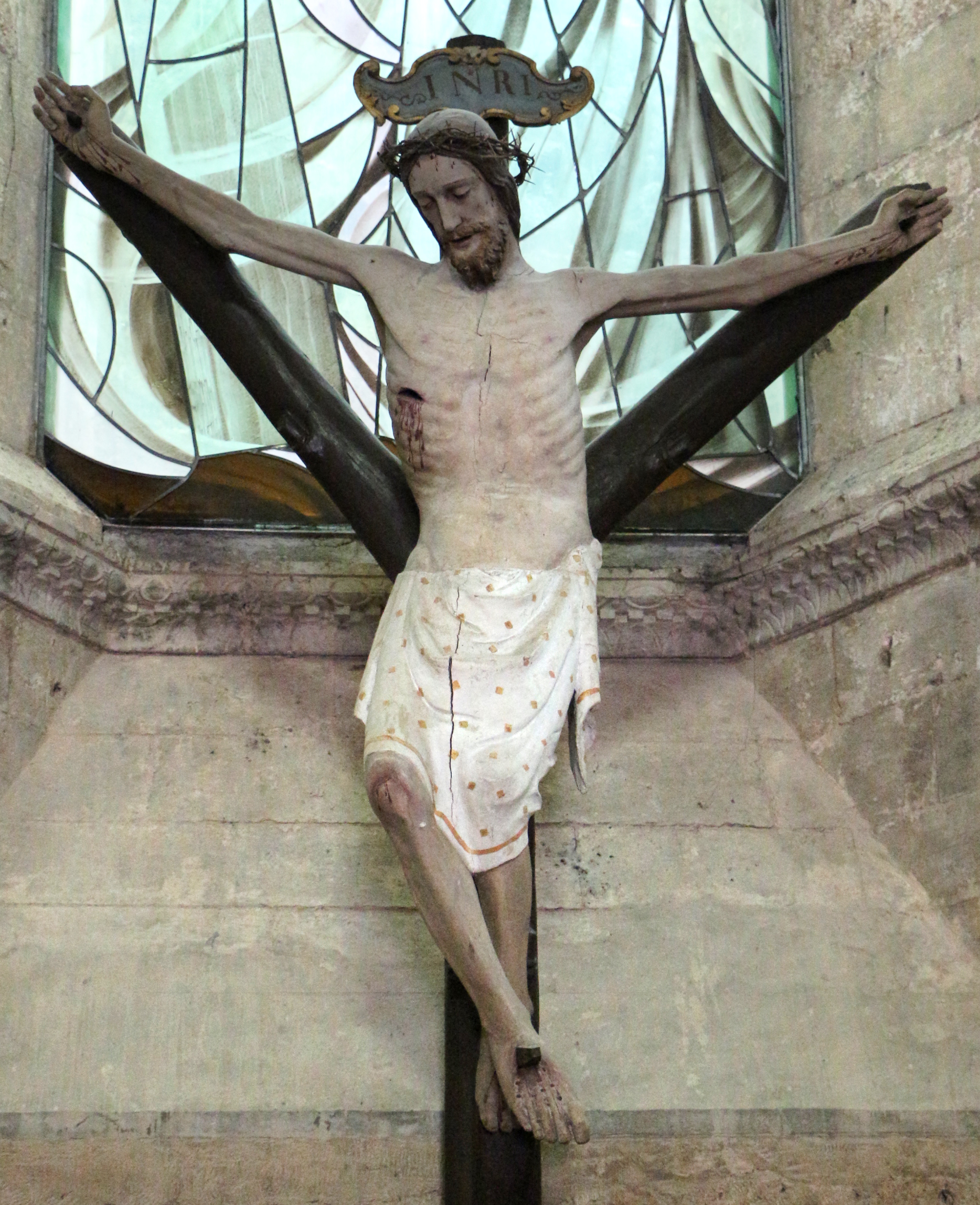
Il Crocifisso
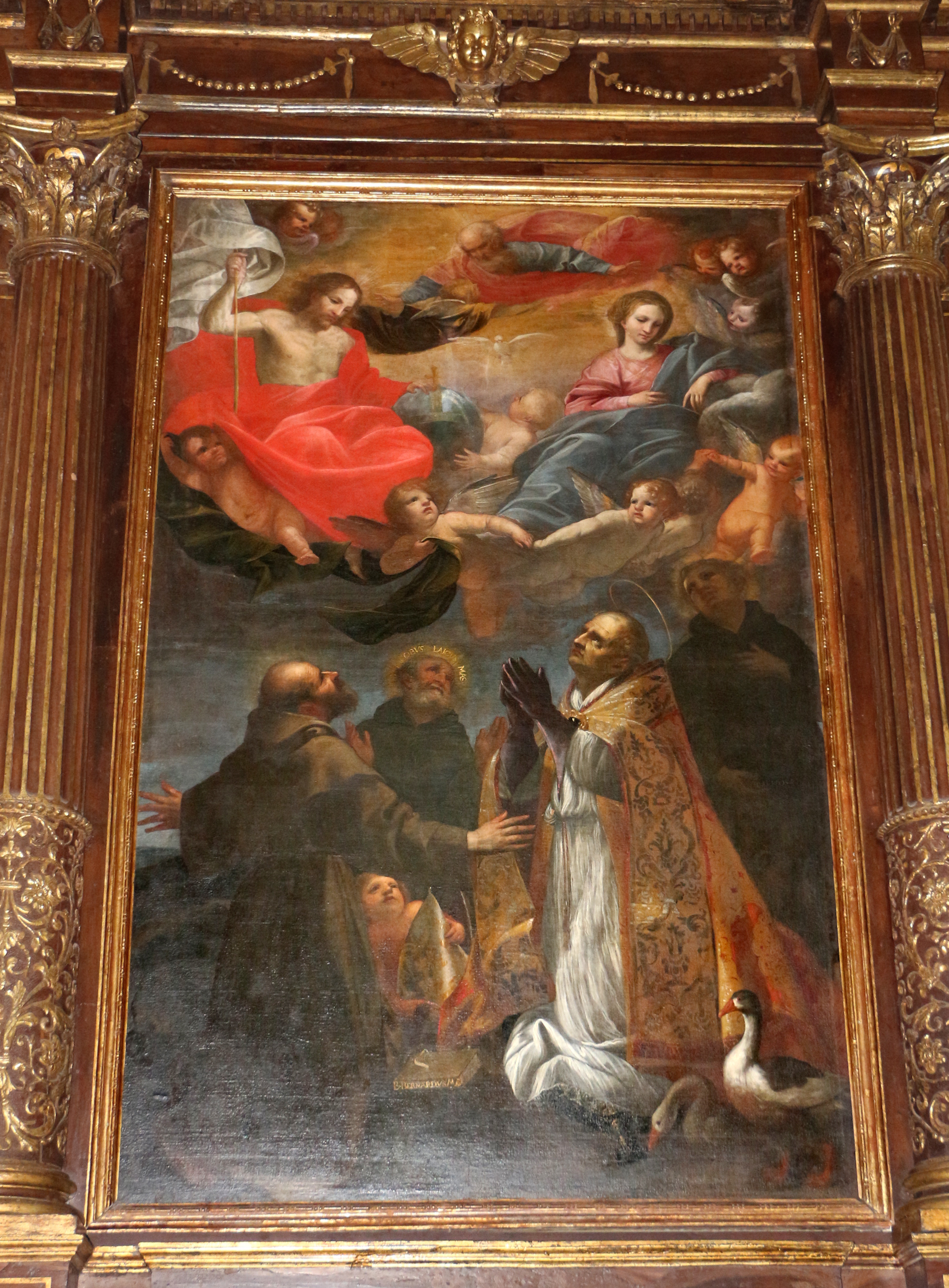
Il dipinto di Raffaello Vanni